# Akhtau

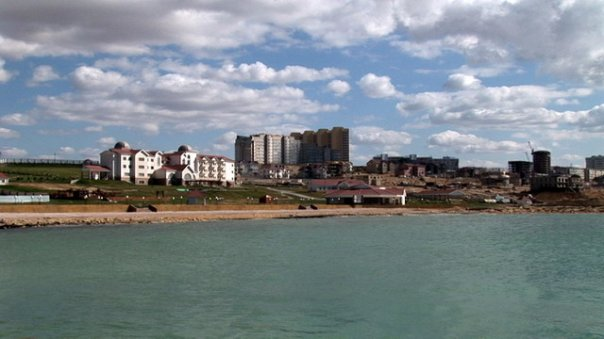
Vista del mar

Akhtau (kazakh: Aqtau/Ақтау; rus: Актау, Aktau), coneguda com a Xevtxenko (rus: Шевченко) des de l'any 1964 fins al 1991, és una de les majors ciutats de l'oest del Kazakhstan, i el principal port de la mar Càspia. Es localitza a la península de Mangyshlak, i és la capital de la regió amb el mateix nom. Aqtau significa literalment muntanya blanca en kazakh; aquest nom l'obté dels barrancs de la costa. La seva població l'any 2009 era de 166.961 habitants.
La ciutat és coneguda pel seu sistema d'adreces únic al món. Els carrers de la ciutat no tenen noms, i totes les adreces consisteixen en tres números: el microdistricte, el número d'edifici i el número d'apartament. Això és degut al fet que Akhtau es va construir com una zona de residència per als treballadors dels camps de petroli, i des d'aleshores s'ha mantingut el sistema.